# Vulkan (Oslo)

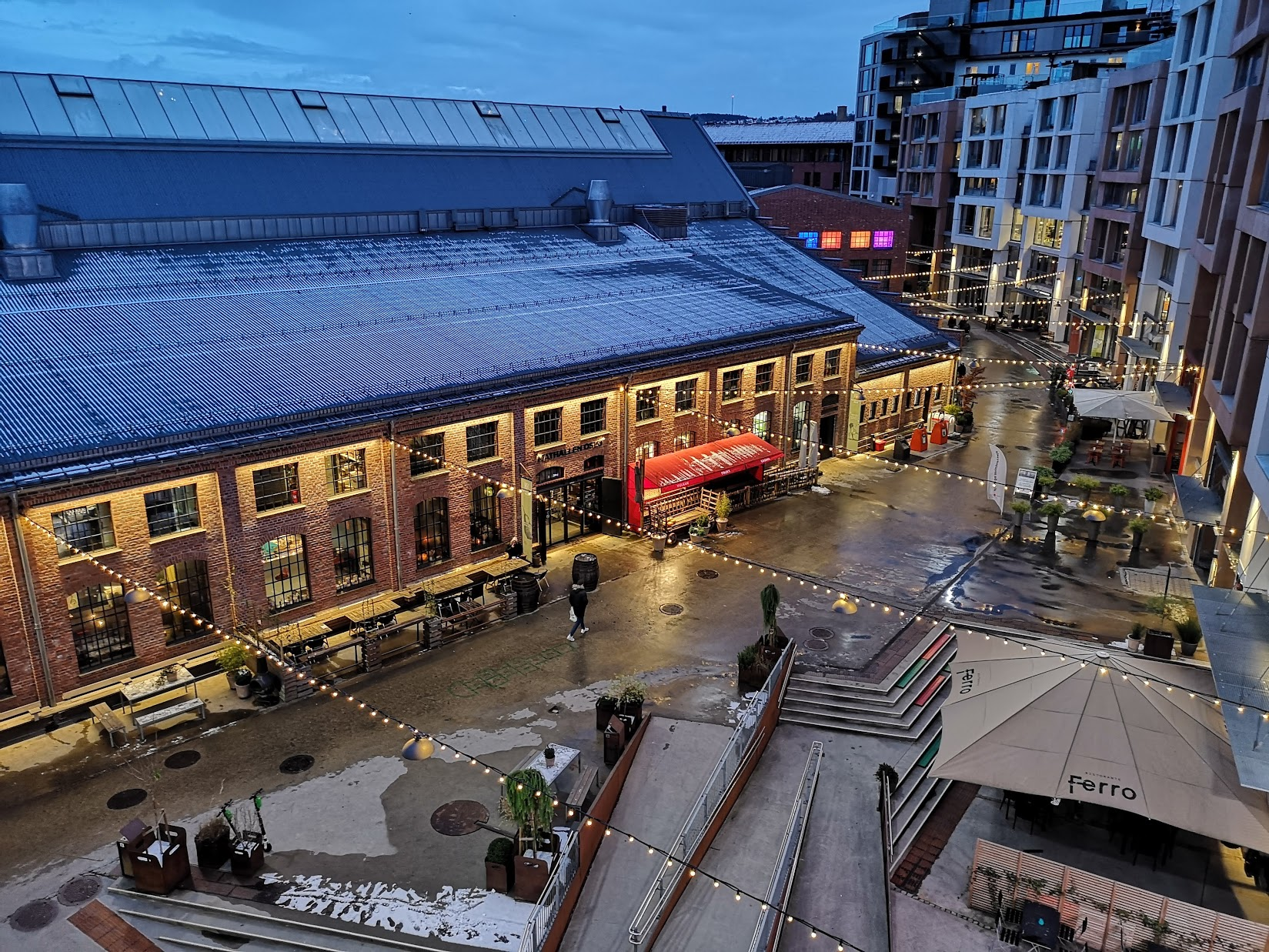
Blick auf das Areal

Vulkan ist ein Gebiet im Stadtteil Grünerløkka in der norwegischen Hauptstadt Oslo. Das heutige Areal entstand auf dem früheren Fabrikgelände der Eisengießerei Vulkan Jernstøberi og mekaniske Verksted, die dort bis 1968 ansässig war.

## Lage
Das Areal Vulkan liegt im Stadtteil Grünerløkka an einer gleichnamigen Straße am Westufer der Akerselva, die sich von Norden nach Süden durch Oslo zieht. Im Westen grenzt die Fläche an die Straße Maridalsveien an. Über die Akerselva führt vom Vulkan-Gebiet seit 2010 eine Fußgängerbrücke. Im Jahr 2013 erhielt sie in Erinnerung an die Frauenrechtlerin Anne Holsen den Namen Anne Holsens bro. Auf der gegenüberliegenden Flussseite liegt seit 2017 der Stadtpark Nedre Foss park. Im Vulkan-Areal befindet sich zwischen der Mathallen und dem Dansenes Hus der nach dem Tänzer und Choreografen Gerd Kjølaas benannte Platz Gerd Kjølaas' plass.

## Geschichte

### Fabrikgelände für die EisengießereiVulkan

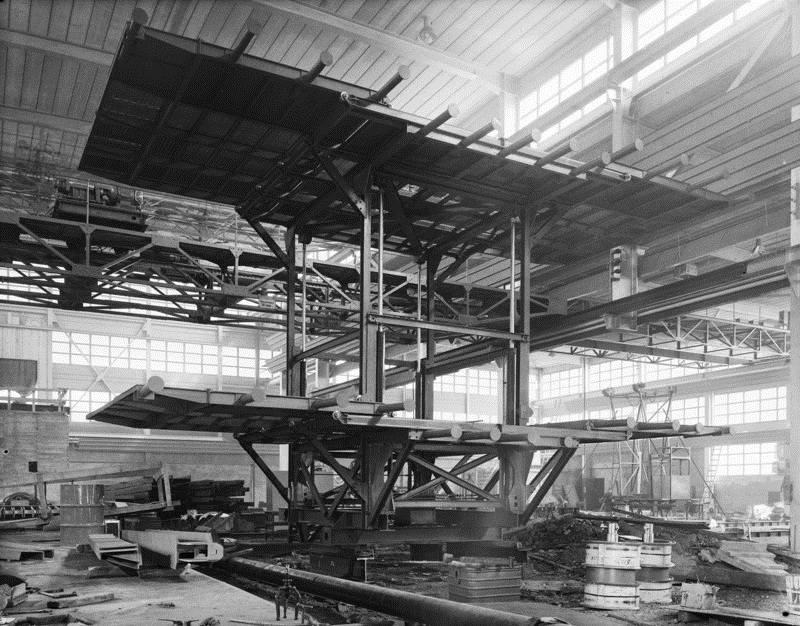
Fabrik im Jahr 1961

Im Jahr 1873 wurde in der von Halvor Hoaas gegründeten Eisengießerei Vulkan Jernstøberi og mekaniske Verksted (deutsch Eisengießerei und mechanische Werkstatt Vulkan) an der westlichen Uferseite der Akerselva der Betrieb aufgenommen. Zunächst wurden dort unter anderem Gewichte und Tresore hergestellt. Im Laufe der Jahre wurde die Produktion mehrfach umgestellt, unter anderem auf Dampfmaschinen und -kessel. Im Jahr 1876 wurde Ferdinand Ludvig Vibe alleiniger Eigentümer. Gemeinsam mit seiner Schiffswerft ging das Unternehmen im Jahr 1884 unter Vibe in Konkurs. Die Gießerei wurde später von Axel Ingvald Spone Amundsen übernommen, der sie bis 1939 leitete. Während dieser Zeit wurde damit begonnen, hauptsächlich für Brückenbauten zu produzieren. Nach Amundsens Tod erhielt das Unternehmen den Namen A/S Vulkan. Im Jahr 1968 wurde die Fabrik an der Akerselva stillgelegt und die verbleibende Produktion verlegt.

### Umbau des Geländes

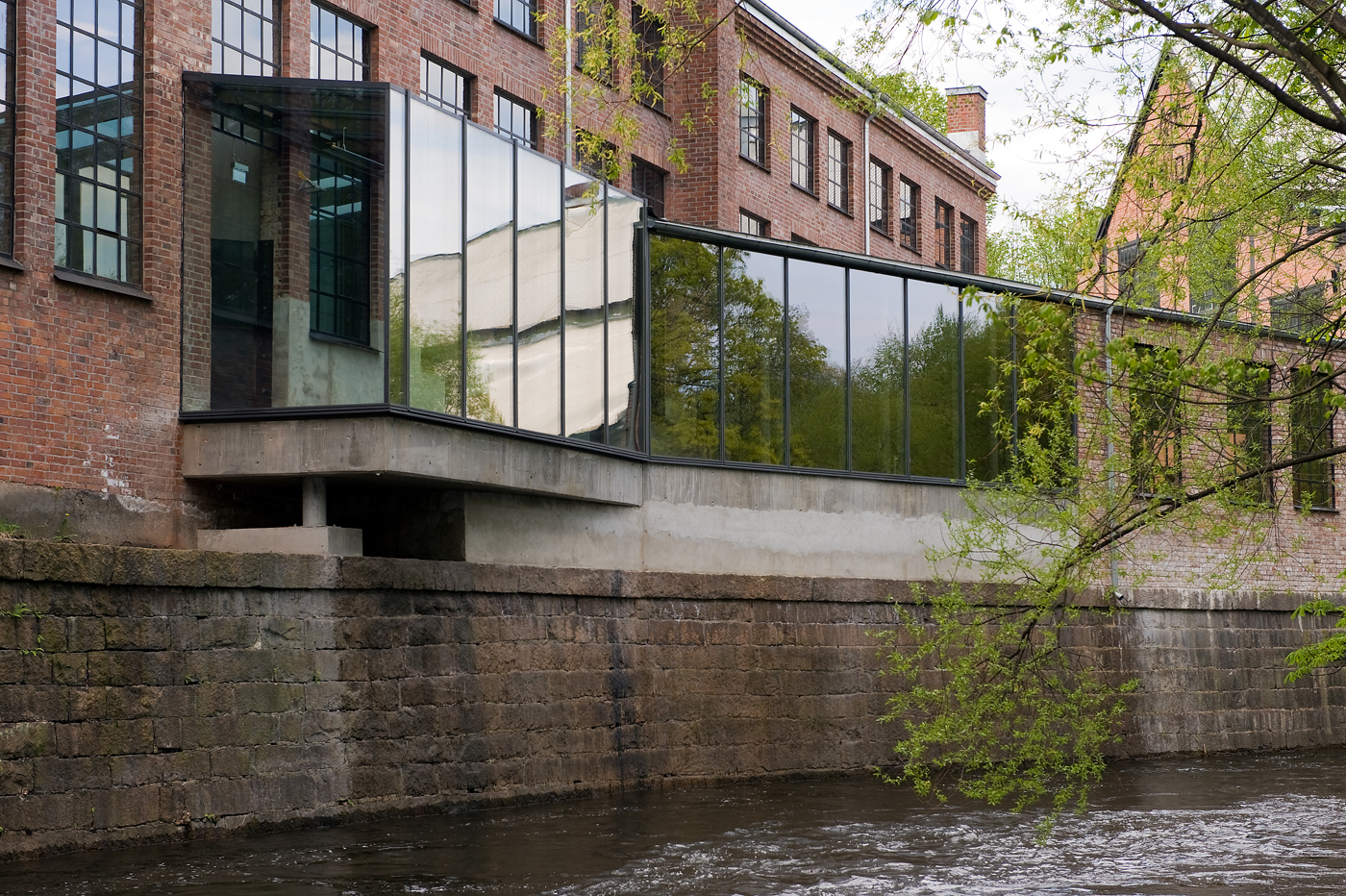
Dansens hus und die Akerselva

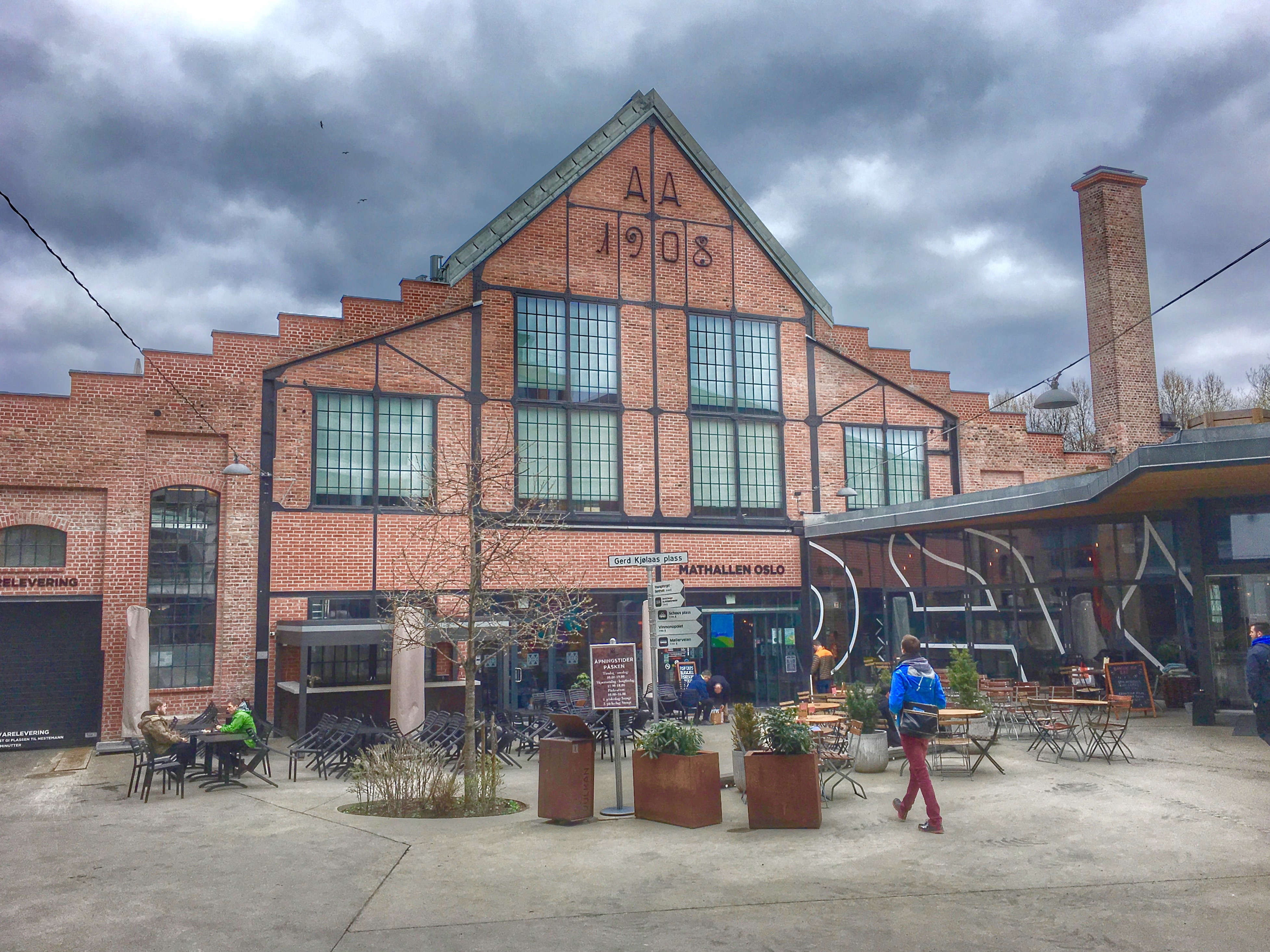
Eingang der Mathallen

Ab 1968 wurden die Fabriksgebäude und das Gelände für verschiedene Zwecke vermietet. Später wurde das Areal vom Staat mit der Absicht, dorthin unter anderem das Riksteatret zu verlegen, aufgekauft. Die ursprünglichen Pläne wurden schließlich verworfen und das Areal vom Entwicklungsbüro von Aspelin Ramm und Anton B. Nilsen umgestaltet.
Im Jahr 1996 wurde auf dem früheren Fabrikgelände die Mehrzweckhalle Vulkan flerbrukshall eröffnet. In der Halle befindet sich unter anderem eine Kletterwand. Im Jahr 2007 wurde auf dem Gelände das Dansens hus (deutsch Haus des Tanzes) eröffnet, das Bühnen für Tanzinszenierungen bietet. Seit 2011 die Westerdals School of Communication auf dem früheren Fabrikgelände untergebracht und seit 2012 die Mathallen (deutsch Essenshalle), eine Markthalle für Lebensmittel. Für die Mathallen wurde die frühere Brückenwerkstatt umgebaut. Neben diesen Kultureinrichtungen wurde im Jahr 2010 ein Bürogebäude fertiggestellt und bis 2013 über 100 Wohneinheiten erbaut. Im Jahr 2011 eröffneten zwei Hotels.